# پل دوستی افغانستان و ازبکستان

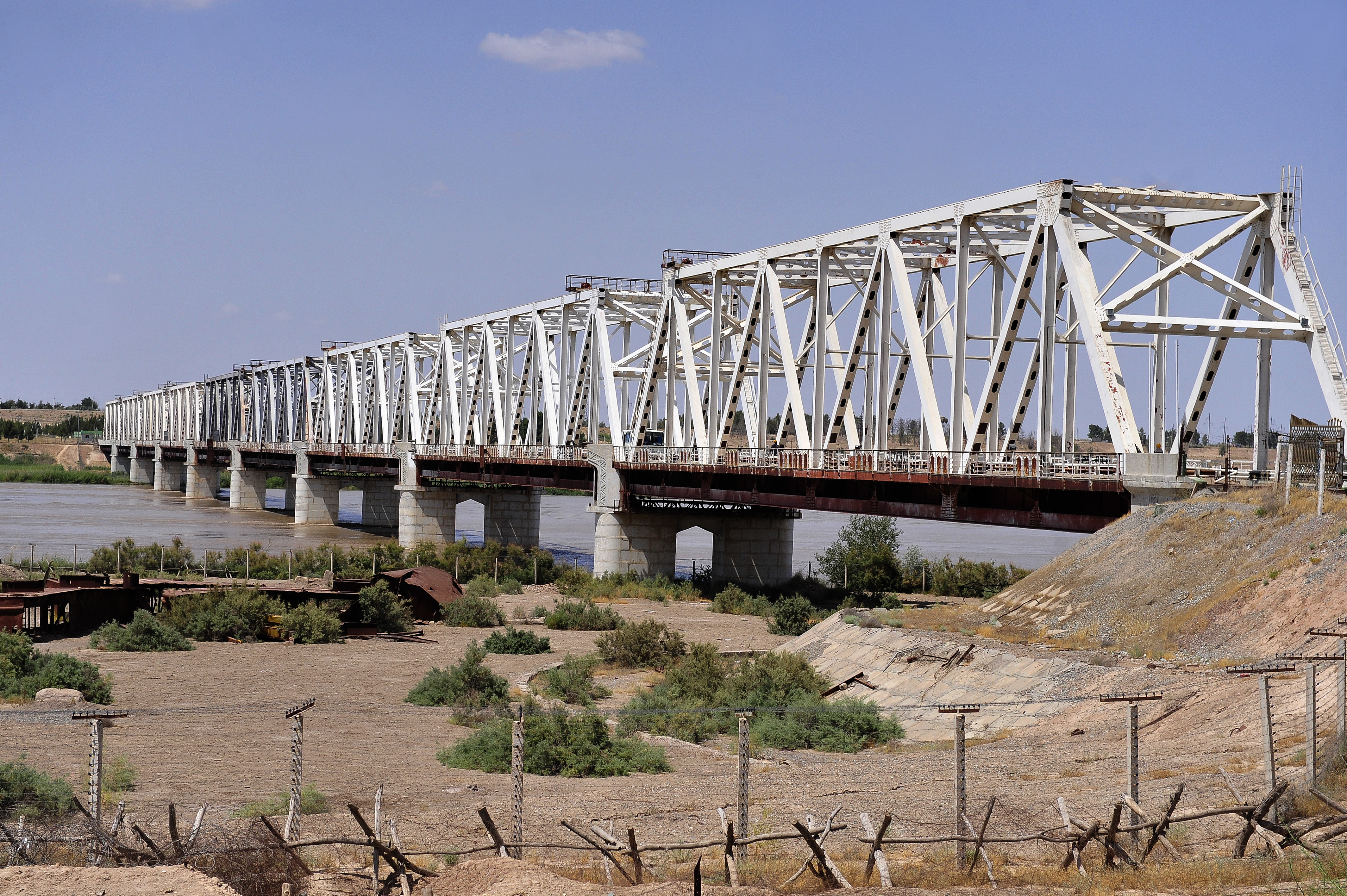
پل دوستی افغانستان و ازبکستان در سال ۲۰۱۰

پل دوستی افغانستان و ازبکستان پل جاده‌ای و راه‌آهنی بر روی رود آمودریا است که حیرتان در شمال ولایت بلخ افغانستان را به ترمذ در ولایت سرخان‌دریای ازبکستان می‌پیونداند. این پل در زمان اتحاد شوروی ساخته شد و در سال ۱۹۸۲ بنیان‌گذاری شد. امروزه از آن برای ترابری و سفر میان دو کشور استفاده می‌شود.